# La Pobla Llarga
La Pobla Llarga település Spanyolországban, Valencia tartományban. La Pobla Llarga Carcaixent, L’Ènova, Manuel, Rafelguaraf, San Juan de Énova, Senyera és Castelló de la Ribera községekkel határos. Lakosainak száma 4569 fő (2024).

## Népesség
A település népessége az utóbbi években az alábbiak szerint változott:
| Lakosok száma | 4334 | 4473 | 4420 | 4577 | 4618 | 4524 | 4493 | 4452 | 4443 | 4569 |
|               | 2001 | 2004 | 2007 | 2009 | 2012 | 2014 | 2017 | 2019 | 2022 | 2024 |